# Cathy Moriarty
Cathy Moriarty (29 de noviembre de 1960) es una actriz estadounidense.

## Carrera
Su primer papel fue en Toro salvaje en 1980, como Vikki LaMotta, la esposa del personaje de Robert De Niro. Su actuación le valió una nominación para un Premio Óscar por mejor actriz de reparto. También ha aparecido junto a Andrew Dice Clay en Bless This House. Luego, apareció como Carrigan Crittenden en la película Casper y como Rose Donlan, esposa de Harvey Keitel, en Cop Land. Se reunió nuevamente con De Niro para Analyze That.

## Vida personal
Nació en el Bronx, hija de inmigrantes irlandeses católicos, Catherine, ama de casa, y John Moriarty, un trabajador de almacén. Su padre es del Condado de Kerry, y su madre del Condado de Cork. Moriarty fue criada en Yonkers, Nueva York. Se casó por primera vez con Carmine D'Anna en 1981, y se divorciaron en 1988.
Ha estado casada con Joseph Gentile desde el 28 de agosto de 1999. Tienen tres hijos: los gemelos Catherine Patricia y Joseph John, nacidos en 2000, y Annabella Rose, que nació el 15 de noviembre de 2001 en Nueva York.
Es copropietaria de Mulberry Street Pizza en Los Ángeles con Richard Palmer, un excompañero.

## Filmografía
| Películas  | Películas                                     | Películas                       | Películas                                                 |
| Año        | Película                                      | Papel                           | Notas                                                     |
| ---------- | --------------------------------------------- | ------------------------------- | --------------------------------------------------------- |
| 1980       | Raging Bull                                   | Vikki LaMotta                   |                                                           |
| 1981       | Neighbors                                     | Ramona                          |                                                           |
| 1987       | White of the Eye                              | Joan White                      |                                                           |
| 1990       | Burndown                                      | Patti Smart                     |                                                           |
| 1990       | Kindergarten Cop                              | Jillian                         |                                                           |
| 1991       | Soapdish                                      | Montana Moorehead/Enfermera Nan |                                                           |
| 1992       | The Mambo Kings                               | Lanna Lake                      |                                                           |
| 1992       | The Gun in Betty Lou's Handbag                | Reba Bush                       |                                                           |
| 1993       | Matinee                                       | Ruth Corday/Carole              |                                                           |
| 1993       | Another Stakeout                              | Luella Delano                   |                                                           |
| 1993       | Me and the Kid                                | Rose                            |                                                           |
| 1994       | Pontiac Moon                                  | Lorraine                        |                                                           |
| 1995       | Opposite Corners                              | Kathy Donatello                 |                                                           |
| 1995       | Forget Paris                                  | Lois                            |                                                           |
| 1995       | Casper                                        | Carrigan Crittenden             |                                                           |
| 1996       | Foxfire                                       | Martha Wirtz                    |                                                           |
| 1997       | Women Without Implants                        |                                 | Cortometraje                                              |
| 1997       | A Brother's Kiss                              | Doreen                          |                                                           |
| 1997       | Dream with the Fishes                         | Tía Elise                       |                                                           |
| 1997       | Cop Land                                      | Rose Donlan                     |                                                           |
| 1997       | Hugo Pool                                     | Minerva                         |                                                           |
| 1998       | Digging to China                              | Señora Frankovitz               |                                                           |
| 1999       | P.U.N.K.S.                                    | Señora Utley                    |                                                           |
| 1999       | Gloria                                        | Diane                           |                                                           |
| 1999       | Crazy in Alabama                              | Earlene Bullis                  |                                                           |
| 1999       | But I'm a Cheerleader                         | Mary Brown                      |                                                           |
| 1999       | New Waterford Girl                            | Midge Benzoa                    |                                                           |
| 2000       | Next Stop, Eternity                           | Valentine                       | Cortometraje                                              |
| 2000       | Little Pieces                                 |                                 |                                                           |
| 2000       | Red Team                                      | Stephanie Dobson                |                                                           |
| 2000       | Prince of Central Park                        | Señora Ardis                    |                                                           |
| 2001       | Lady and the Tramp II: Scamp's Adventure      | Ruby                            | Papel de voz Lanzamiento directo a vídeo                  |
| 2002       | Analyze That                                  | Patti LoPresti                  |                                                           |
| 2010       | The Bounty Hunter                             | Irene                           |                                                           |
| Televisión |                                               |                                 |                                                           |
| Año        | Título                                        | Papel                           | Notas                                                     |
| 1989       | Wiseguy                                       | Denise                          | Episodio: "Reunion"                                       |
| 1992       | Tales from the Crypt                          | Alison Peters                   | Episodio: "Seance"                                        |
| 1994       | Another Midnight Run                          | Helen Bishop                    |                                                           |
| 1994       | Runaway Daughters                             | Marie                           |                                                           |
| 1995       | Santo Bugito                                  | Queen Muddah                    | Voz Episodio: "Load O'Bees"                               |
| 1995       | The Tick                                      | Betty                           | Episodio: "Ants in Pants"                                 |
| 1995       | The Adventures of Captain Zoom in Outer Space | Alumina                         | Voz                                                       |
| 1995–1996  | Bless This House                              | Alice Clayton                   | 16 episodios                                              |
| 1997       | Duckman                                       |                                 | Voz Episodio: "Aged Heat 2: Women in Heat"                |
| 1997–1999  | Hey Arnold!                                   | Tish Wittenberg                 | Voz 3 episodios                                           |
| 1998       | Stories from My Childhood                     |                                 | Voz Episodios: "The Wild Swans" y "The Golden Rooster"    |
| 1998       | Recess                                        | Dra. Fitzenberg                 | Episodio: "Kids in the Mist"                              |
| 1998       | Traces of Insanity                            |                                 |                                                           |
| 1998       | Casper Meets Wendy                            | Geri                            |                                                           |
| 2000       | The Hunger                                    | Tía Maris                       | Episodio: "Bottle of Smoke"                               |
| 2001       | Law & Order                                   | Lorraine Cobin                  | Episodio: "For Love or Money"                             |
| 2005       | Law & Order: Special Victims Unit             | Denise Eldridge                 | Episodio: "Intoxicated"                                   |
| 2010       | Law & Order: Criminal Intent                  | Annalisa Gentillo               | Episodios: "Love On Ice" y "The Mobster Will See You Now" |

## Premios y nominaciones
Premios Óscar
| Año  | Categoría               | Película     | Resultado |
| ---- | ----------------------- | ------------ | --------- |
| 1981 | Mejor actriz de reparto | Toro salvaje | Nominada  |